# Maria Rosa Ester i Güera
Maria Rosa Ester i Güera (Barcelona, 15 de setembre 1926), més coneguda com a Maria Rosa Ester, és una muntadora i cantant d'òpera catalana.

## Carrera professional
Maria Rosa Ester ha combinat el muntatge i l'òpera durant la seva carrera professional. Començà en el cinema de jove de la mà de Ramon Biadiu, qui fou el seu cunyat. Deixà els estudis per treballar com a meritòria a La tonta del bote (1939), de Gonzalo Delgras. Al mateix temps, Ester va estudiar cant amb un mestre particular i, temps després, s'inicià en el Conservatori. El 1948, després de realitzar diversos treballs com a ajudant de direcció, debutà com a muntadora al film Campo Bravo (1949) dirigit per Pere Lazaga. Paral·lelament, exercia com a soprano en diferents actuacions i gires nacionals. Als anys setanta va posar fi a la seva carrera com a muntadora amb el film El socarrón dirigit per Jaume J. Puig. Es va jubilar l'any 1987, fins llavors havia estat treballant als estudis de publicitat Borràs.

## Filmografia

### Muntadora
- 1949. Campo Bravo. Dirigida per Pere Lazaga
- 1951. María Morena. Dirigida per Pere Lazaga i José María Forqué
- 1955. La vida es maravillosa. Dirigida per Pere Lazaga
- 1956. El frente infinito. Dirigida per Pere Lazaga
- 1957. El aprendiz de malo. Dirigida per Pere Lazaga
- 1957. La frontera del miedo. Dirigida per Pere Lazaga
- 1959. A sangre fría. Dirigida per Joan Bosch
- 1960. Altas variedades. Dirigida per Francesc Rovira-Beleta
- 1960. Han matado a un cadáver. Dirigida per Julio Salvador
- 1962. Badia de Palma. Dirigida per Joan Bosch
- 1962-63. Superespectáculos del mundo. Dirigit per Roberto Montero i Bianchi i José María Nunes (documental)
- 1964. Playas de Formentor. Dirigida per Germà Lorente
- 1965. Vivir al sol. Dirigida per Germà Lorente
- 1966. Un día de agosto. Dirigida per Germà Lorente
- 1967. Amor en un espejo. Dirigida per Germà Lorente
- 1969. Helena y Fernanda. Dirigida per Julio Diamante
- 1972. Emma, puertas oscuras. Dirigida per José Ramón Larraz
- 1975. El socarrón. Dirigida per Jaume J. Puig